# Marthille
Marthille [maʁtij] est une commune française située dans le département de la Moselle en région Grand Est.

## Géographie
C'est un village lorrain avec maisons accolées ; La Nied française prend sa source sur la commune.

### Communes limitrophes
| Brulange               |           | Destry   |
| Lesse Villers-sur-Nied | Marthille | Achain   |
| Bréhain                |           | Bellange |

### Hydrographie
La commune est située dans le bassin versant du Rhin au sein du bassin Rhin-Meuse. Elle est drainée par la Nied et le ruisseau des Loups.
La Nied, d'une longueur totale de 96,7 km, prend sa source dans la commune, traverse 47 communes françaises, puis poursuit son cours en Allemagne où elle se jette dans la Sarre.

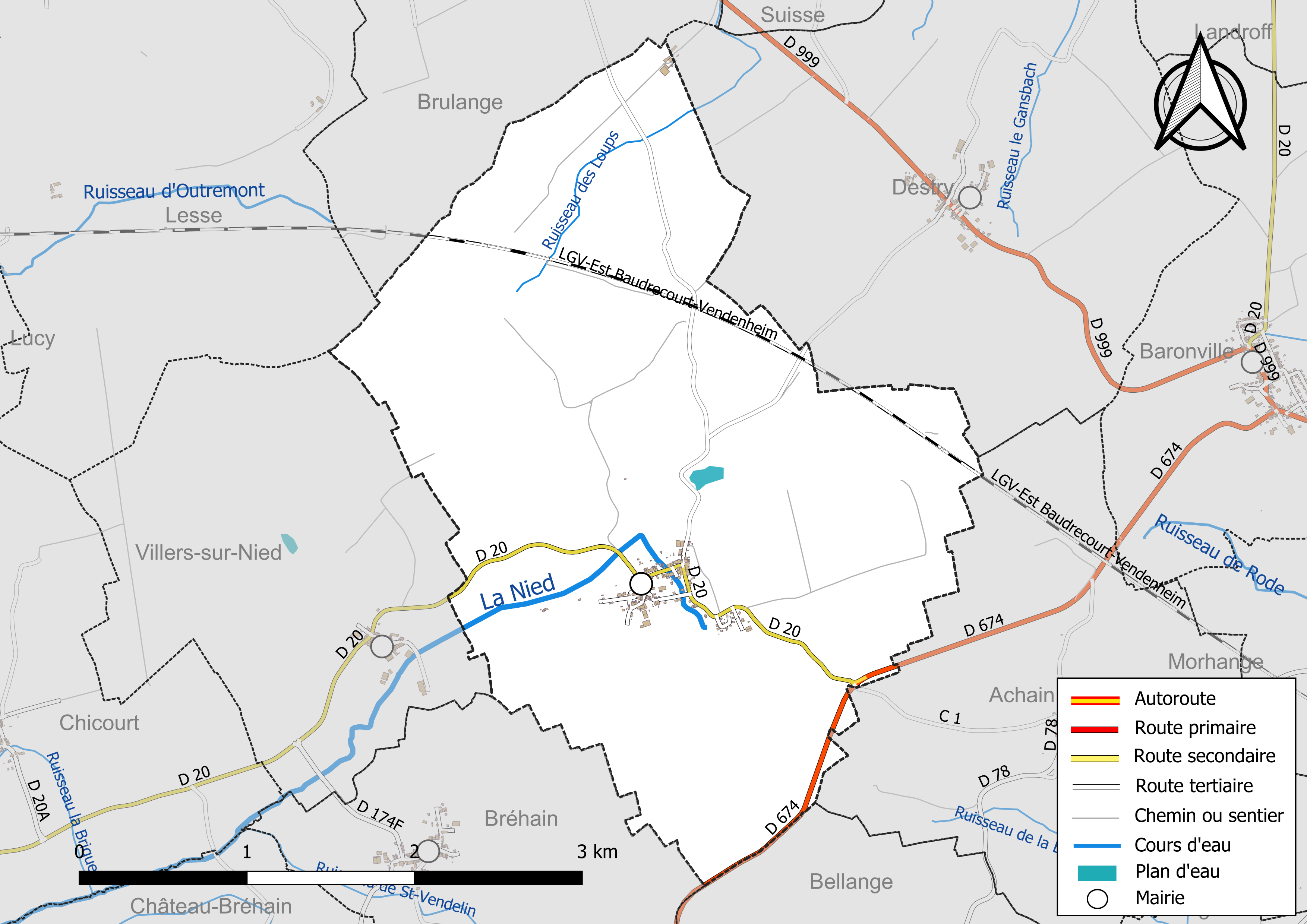
Réseaux hydrographique et routier de Marthille.

La qualité des eaux des principaux cours d’eau de la commune, notamment de la Nied, peut être consultée sur un site spécial géré par les agences de l’eau et l’Agence française pour la biodiversité.

### Climat
Pour des articles plus généraux, voir Climat du Grand Est et Climat de la Moselle.
En 2010, le climat de la commune est de type climat des marges montargnardes, selon une étude du Centre national de la recherche scientifique s'appuyant sur une série de données couvrant la période 1971-2000. En 2020, Météo-France publie une typologie des climats de la France métropolitaine dans laquelle la commune est exposée à un climat semi-continental et est dans la région climatique  Lorraine, plateau de Langres, Morvan, caractérisée par un hiver rude (1,5 °C), des vents modérés et des brouillards fréquents en automne et hiver. 
Pour la période 1971-2000, la température annuelle moyenne est de 9,6 °C, avec une amplitude thermique annuelle de 17 °C. Le cumul annuel moyen de précipitations est de 884 mm, avec 12,3 jours de précipitations en janvier et 9,5 jours en juillet. Pour la période 1991-2020, la température moyenne annuelle observée sur la station météorologique de Météo-France la plus proche, « Lesse_sapc », sur la commune de Lesse à 6 km à vol d'oiseau, est de 10,7 °C et le cumul annuel moyen de précipitations est de 694,0 mm. 
La température maximale relevée sur cette station est de 40 °C, atteinte le 25 juillet 2019 ; la température minimale est de −20,7 °C, atteinte le 20 décembre 2009,,. 
Les paramètres climatiques de la commune ont été estimés pour le milieu du siècle (2041-2070) selon différents scénarios d'émission de gaz à effet de serre à partir des nouvelles projections climatiques de référence DRIAS-2020. Ils sont consultables sur un site spécial publié par Météo-France en novembre 2022.

## Urbanisme

### Typologie
Au 1er janvier 2024, Marthille est catégorisée commune rurale à habitat dispersé, selon la nouvelle grille communale de densité à sept niveaux définie par l'Insee en 2022.
Elle est située hors unité urbaine. Par ailleurs la commune fait partie de l'aire d'attraction de Morhange, dont elle est une commune de la couronne,. Cette aire, qui regroupe 22 communes, est catégorisée dans les aires de moins de 50 000 habitants,.

### Occupation des sols
L'occupation des sols de la commune, telle qu'elle ressort de la base de données européenne d’occupation biophysique des sols Corine Land Cover (CLC), est marquée par l'importance des territoires agricoles (87,4 % en 2018), une proportion sensiblement équivalente à celle de 1990 (86,7 %). La répartition détaillée en 2018 est la suivante : 
terres arables (50,1 %), zones agricoles hétérogènes (18,8 %), prairies (18,5 %), forêts (9,9 %), zones urbanisées (2,7 %). L'évolution de l’occupation des sols de la commune et de ses infrastructures peut être observée sur les différentes représentations cartographiques du territoire : la carte de Cassini (XVIIIe siècle), la carte d'état-major (1820-1866) et les cartes ou photos aériennes de l'IGN pour la période actuelle (1950 à aujourd'hui).

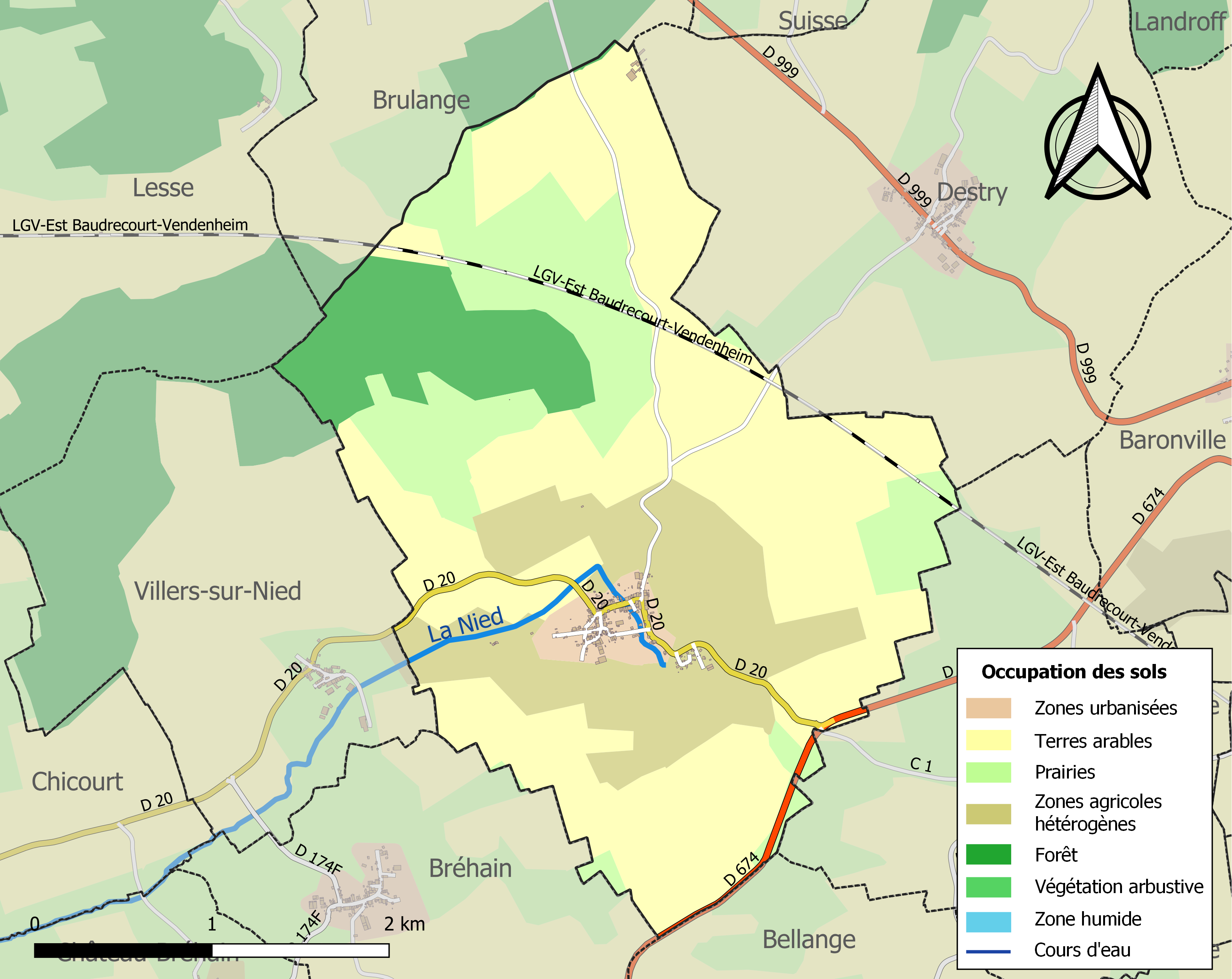
Carte des infrastructures et de l'occupation des sols de la commune en 2018 (CLC).

## Toponymie
- 717: Marte, 962 : Til, 1234: Tilio, 1427 : Thille, 1790: Martille, XIXe siècle : Marthil, 1940–1944 : Marten.

## Histoire
- De 1790 à 2015, Marthille était une commune de l'ex-canton de Delme. De 1940 à 1945, la population du village (comme les habitants du village de Bacourt) fut réfugiée à Aixe-sur-Vienne, dans le Limousin.

## Politique et administration
| Période                                  | Période   | Identité          | Étiquette | Qualité |
| ---------------------------------------- | --------- | ----------------- | --------- | ------- |
| avant 1981                               | 1989      | André Didelot     |           |         |
| mars 1989                                | mars 1995 | Gustave Bana      |           |         |
| mars 1995                                | En cours  | Gérard Hieronimus |           |         |
| Les données manquantes sont à compléter. |           |                   |           |         |

## Démographie
L'évolution du nombre d'habitants est connue à travers les recensements de la population effectués dans la commune depuis 1793. Pour les communes de moins de 10 000 habitants, une enquête de recensement portant sur toute la population est réalisée tous les cinq ans, les populations de référence des années intermédiaires étant quant à elles estimées par interpolation ou extrapolation. Pour la commune, le premier recensement exhaustif entrant dans le cadre du nouveau dispositif a été réalisé en 2006.

En 2022, la commune comptait 167 habitants, en évolution de −3,47 % par rapport à 2016 (Moselle : +0,52 %, France hors Mayotte : +2,11 %).
| 1793 | 1800 | 1806 | 1821 | 1831 | 1836 | 1841 | 1846 | 1851 |
| ---- | ---- | ---- | ---- | ---- | ---- | ---- | ---- | ---- |
| 434  | 513  | 565  | 524  | 558  | 579  | 637  | 627  | 621  |

| 1856 | 1861 | 1871 | 1875 | 1880 | 1885 | 1890 | 1895 | 1900 |
| ---- | ---- | ---- | ---- | ---- | ---- | ---- | ---- | ---- |
| 600  | 564  | 514  | 528  | 518  | 454  | 416  | 391  | 355  |

| 1905 | 1910 | 1921 | 1926 | 1931 | 1936 | 1946 | 1954 | 1962 |
| ---- | ---- | ---- | ---- | ---- | ---- | ---- | ---- | ---- |
| 339  | 318  | 319  | 266  | 222  | 227  | 207  | 201  | 206  |

| 1968 | 1975 | 1982 | 1990 | 1999 | 2006 | 2011 | 2016 | 2021 |
| ---- | ---- | ---- | ---- | ---- | ---- | ---- | ---- | ---- |
| 193  | 189  | 182  | 178  | 178  | 181  | 181  | 173  | 167  |

| 2022 | - | - | - | - | - | - | - | - |
| ---- | - | - | - | - | - | - | - | - |
| 167  | - | - | - | - | - | - | - | - |

## Les associations du village
- Foyer Rural
- Association des arboriculteurs
- Conseil de fabrique
- École de Neufchère

## Culture locale et patrimoine

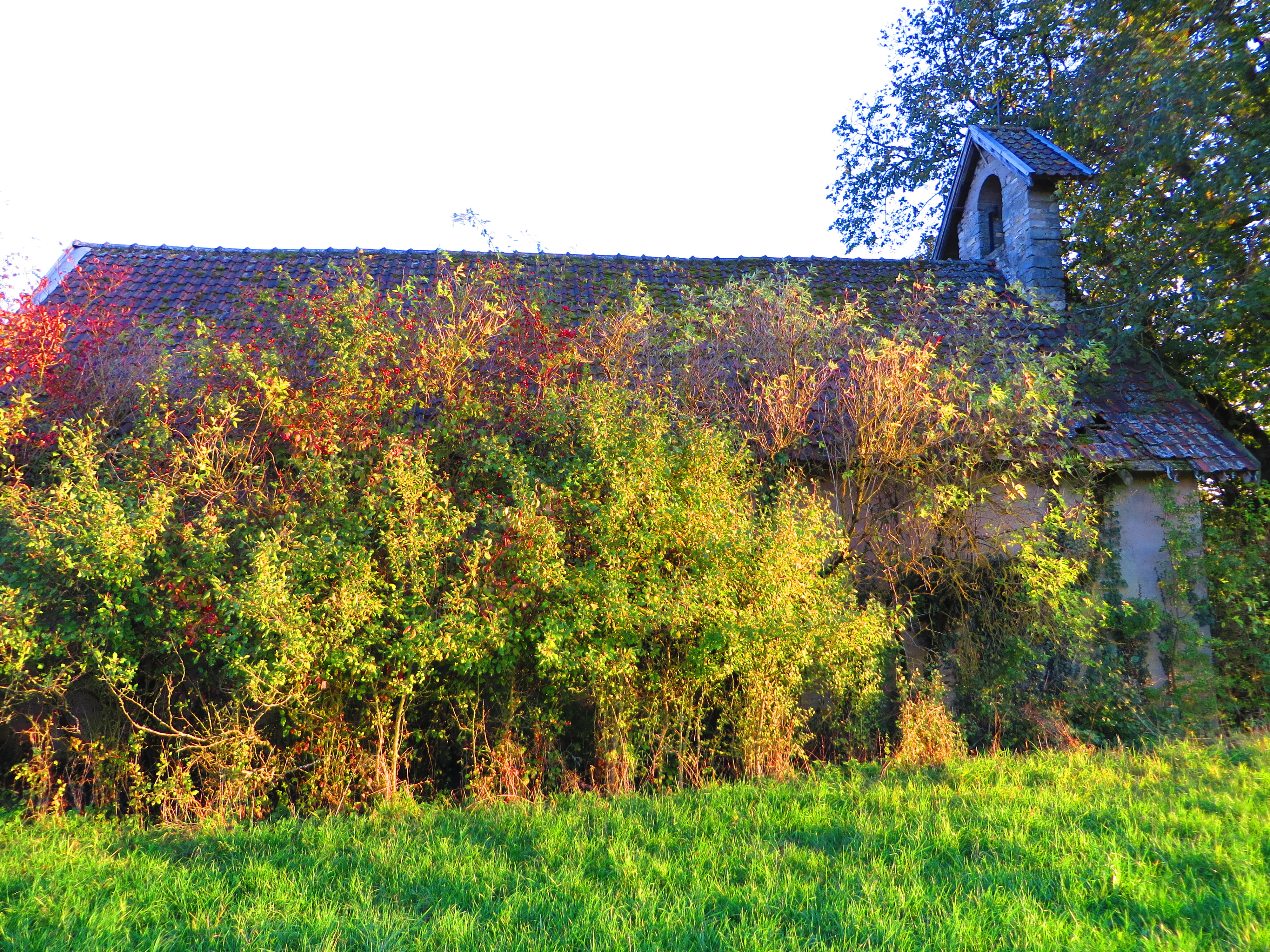
la chapelle Saint-Jean-Baptiste

### Lieux et monuments
- Vestiges gallo-romains au bois des Seigneurs.
- Église Saint-Jean-Baptiste 1785, remaniée 1869 avec autel XVIIIe siècle.
- Chapelle Saint-Jean-Baptiste XVe siècle, ancien ermitage et pèlerinage.
- Anciens moulins.
- La Nied française prend sa source dans le village (d'une longueur de 59 km, la Nied française possède un bassin versant de 504 km2 et un module de 3,82 m3 au confluent. Son principal affluent est la Rote.
- Un étang aménagé (pêche régulière).

### Personnalités liées à la commune
- Louis Antoine de Bourbon-Condé, duc d'Enghien (1772-1804).

### Héraldique
| Blason de Marthille | Blason  | Mi-parti de gueules à deux saumons d'argent adossés, cantonnés de quatre croisettes recroisetées au pied fiché de même, et mi-parti d'azur à l'aigle contournée d'or. |
| Blason de Marthille | Détails | Le statut officiel du blason reste à déterminer. |